# Lepanthopsis obliquipetala
Lepanthopsis obliquipetala är en orkidéart som först beskrevs av Oakes Ames och Charles Schweinfurth, och fick sitt nu gällande namn av Carlyle August Luer. Lepanthopsis obliquipetala ingår i släktet Lepanthopsis och familjen orkidéer. Inga underarter finns listade i Catalogue of Life.